# 夜明けのすべて
『夜明けのすべて』（よあけのすべて）は、瀬尾まいこによる日本の小説。2020年10月22日に水鈴社より刊行された。2024年に映画版が公開。
自身も患ったパニック障害の経験が一部取り入れられており、瀬尾は「毎回楽しいと思って書いてきた小説であるが、この小説に関しては立ち止まりながらゆっくりと書き進めた」とした上で「そのぶん、ずっと見守りたいと思うかわいい作品になった」とコメントしている。

## あらすじ
勤務先の人達の理解を得られながらも、月に1回のペースで訪れるPMS（月経前症候群）の影響で怒りやすくなってしまう美紗は、如何にもやる気がなさそうな山添に八つ当たりをしてしまう。パニック障害になってしまった山添は生きる希望すらも見失ってしまう。互いに恋愛感情や友情すらも感じていないのに、いつしか2人は互いの心の病を治せるのでは、それぞれに助けられるのではと思い始める。

## 登場人物
美紗
建築資材や金物をホームセンターに卸す「栗田金属」の社員。
月に1回のペースで訪れるPMS（月経前症候群）の影響でイライラすることが多い。
山添
大手コンサルタント会社から転職してきた栗田金属の社員。
パニック障害を患っており、そのせいで生きる希望を見出せずにいる。
栗田
栗田金属の社長。
平西
栗田金属の社員。おしゃべり好き。
鈴木
栗田金属の社員。黙々と仕事をこなすが、決して無愛想という訳ではない。
住川
栗田金属の女性社員。美紗と同じ事務関係の仕事をしており、世話好き。

## 書籍情報
- 単行本：2020年10月22日発売、水鈴社、ISBN 978-4-16-401001-3

## 映画
2024年2月9日に公開。監督は三宅唱、主演は連続テレビ小説『カムカムエヴリバディ』以来、2年ぶりの共演になる松村北斗と上白石萌音。
なお、映画版では「栗田金属」がプラネタリウムや顕微鏡のキットを作る「栗田科学」になるなど一部設定変更が施されている。

### キャスト
- 山添孝俊：松村北斗
- 藤沢美紗：上白石萌音
- 辻本憲彦：渋川清彦[5]
- 大島千尋：芋生悠[5]
- 岩田真奈美：藤間爽子[5]
- 久保田磨希
- 足立智充
- 宮川一朗太
- 内田慈
- 丘みつ子
- 山野海
- 斉藤陽一郎
- 藤沢倫子：りょう[5]
- 栗田和夫：光石研[5]

### スタッフ
- 原作：瀬尾まいこ『夜明けのすべて』（水鈴社 / 文春文庫刊）
- 監督：三宅唱
- 脚本：和田清人、三宅唱
- 音楽：Hi'Spec
- 製作：河野聡、牟田口新一郎、竹澤浩、中村浩子、津嶋敬介、古賀俊輔、奥村景二、小山洋平、篠原一朗、池田篤郎、宮田昌広
- 企画・プロデュース：井上竜太
- チーフプロデューサー：西川朝子
- プロデューサー：城内政芳
- 撮影：月永雄太
- 照明：秋山恵二郎
- 録音：川井崇満
- 美術：禪洲幸久
- 装飾：高木理己
- 衣装：篠塚奈美
- ヘアメイク：望月志穂美
- 編集：大川景子
- 音響効果：岡瀬晶彦（J.S.A.）
- 助監督：山下久義
- 制作担当：菅井俊哉
- 助成：文化庁文化芸術振興費補助金（映画創造活動支援事業）独立行政法人日本芸術文化振興会
- 配給・宣伝：バンダイナムコフィルムワークス、アスミック・エース
- 制作プロダクション：ザフール
- 企画・制作：ホリプロ
- 製作：「夜明けのすべて」製作委員会（バンダイナムコフィルムワークス、アスミック・エース、KDDI、ストームレーベルズ、ホリプロ、ザフール、日本出版販売、博報堂DYミュージック&ピクチャーズ、水鈴社、東宝芸能、ギャンビット）

### 受賞
- 第14回北京国際映画祭 コンペティション部門・最優秀芸術貢献賞[6]
- 第16回TAMA映画賞[7]
  - 最優秀作品賞
  - 最優秀女優賞（上白石萌音）
  - 最優秀新進男優賞（松村北斗）
- 第46回ヨコハマ映画祭
  - 作品賞[8]
  - 日本映画ベストテン 第1位[9]
- Filmarks Awards 2024
  - 国内映画部門 優秀賞[10]
  - クリエイター部門 監督Fan!賞[11]
- 第37回日刊スポーツ映画大賞・石原裕次郎賞
  - ファンが選ぶ最高作品賞[12]
  - ファンが選ぶ最高演技賞（松村北斗）[12]
- 第79回毎日映画コンクール[13]
  - 日本映画大賞
  - スタッフ部門 監督賞（三宅唱）
  - TSUTAYA DISCAS映画ファン賞
- 第48回日本アカデミー賞[14]
  - 優秀作品賞
  - 優秀監督賞（三宅唱）
  - 優秀主演女優賞（上白石萌音）
- 第98回キネマ旬報ベスト・テン[15]
  - 日本映画ベスト・ワン
  - 日本映画監督賞（三宅唱）
  - 主演男優賞（松村北斗）
  - 読者選出日本映画監督賞（三宅唱）
- おおさかシネマフェスティバル [16]
  - 日本映画作品賞
- 芸術選奨新人賞[17]
  - 映画部門（三宅唱）

### ノミネート
- 第49回 報知映画賞[18]
  - 作品賞・邦画（読者投票1位）
  - 監督賞（三宅唱、読者投票1位）
  - 主演男優賞（松村北斗、読者投票1位）
  - 主演女優賞（上白石萌音、読者投票1位）
  - 助演男優賞（光石研）
  - 助演女優賞（藤間爽子）
- 第79回毎日映画コンクール[19]
  - 主演俳優賞 （上白石萌音）
  - スタッフ部門 脚本賞（和田清人、三宅唱）
  - スタッフ部門 撮影賞（月永雄太）
  - スタッフ部門 音楽賞（Hi'Spec）
  - スタッフ部門 録音賞（川井崇満）
- 第67回ブルーリボン賞 [20]
  - 作品賞
- 第18回アジア・フィルム・アワード [21]
  - 助演男優賞（光石研）
  - 脚本賞（和田清人、三宅唱）
  - 音楽賞（Hi’Spec）

### 出品
- 第74回ベルリン国際映画祭 フォーラム部門出品[22]
- 第48回香港国際映画祭 クロージング作品[23]
- 第25回全州国際映画祭 オープニング作品[24][25][26]
- Red Lotus Asian Film Festival Vienna オープニング作品[27]
- トロント日本映画祭2024 コンペティション部門出品[28]
- 第24回ニッポン・コネクション クロージング作品
- 第26回上海国際映画祭 日本映画招待週間作品[29]
- 第39回バレンシア国際映画祭 コンペティション部門[30]
- JAPAN CUTS 2024 USプレミア[31]
- Malaysia International Film Festival 2024 東南アジアプレミア
- New Horizons International Film Festival 2024 ポーランドプレミア
- リーズ国際映画祭 クルージング作品[32]